# Maisons-Alfort
Maisons-Alfort è un comune francese di 53 168 abitanti (INSEE) situato nel dipartimento della Valle della Marna nella regione dell'Île-de-France.

## Società

### Evoluzione demografica
Abitanti censiti

## Amministrazione

### Gemellaggi
- Moers, dal 1977